# Lodewijk Ferdinand van Lippe-Brake
Lodewijk Ferdinand (Halberstadt, 27 september 1680 – Wolfenbüttel, 21 februari 1709) was de laatste graaf van Lippe-Brake van 1707 tot 1709. Hij was een zoon van Frederik van Lippe-Brake en Sophia Louise van Sleeswijk-Holstein-Sonderburg-Beck.
Hij volgde zijn neef Rudolf op na diens overlijden zonder mannelijk nakomelingen in 1707. Twee jaar later stierf hij zelf ongehuwd en kinderloos. Lippe-Brake viel toe aan de hoofdlijn Lippe-Detmold.